# Франц фон Вальдерзее (генерал)
Граф Франц Генріх Георг фон Вальдерзее (нім. Franz Heinrich Georg Graf von Waldersee; 25 квітня 1791, Дессау — 16 січня 1873, Бреслау) — німецький воєначальник, генерал кінноти Прусської армії.

## Біографія
Син письменника графа Франца фон Вальдерзее (1763–1823) та його дружини Луїзи, уродженої графині фон Ангальт (1767–1842). Його молодший брат — прусський генерал-лейтенант і військовий міністр Фрідріх фон Вальдерзее (1795–1864).
Вальдерзее приєднався до 1-го драгунського полку «Король Баварії» як юнкер 22 лютого 1806 року. 23 листопада 1812 року він був вироблений у чин першого лейтенанта. Він брав участь у кампанії 1813 року як штабскапітан в полку Gardes du Corps і брав участь у битвах при Гросгершені, Бауцені, Гросберені та Лейпцигу. 5 червня 1815 він був вироблений в ротмістри, а 30 березня 1819 року — в майори. Після тривалого миру 21 вересня 1832 року він став командиром 3-го уланського полку. 18 лютого 1834 року Вальдерзее було переведено командувати полком Gardes du Corps. На цій посаді він був підвищений до оберстлейтенанта 30 березня 1834 року і до оберста 30 березня 1836 року. 25 березня 1841 року він став командиром 2-ї гвардійської кавалерійської бригади і був підвищений до генерал-майора 7 квітня 1842 року. 14 лютого 1848 року став командиром гвардійської кавалерійської бригади і був підвищений до генерал-лейтенанта 8 травня 1849 року. З 15 серпня 1856 по 14 серпня 1864 року — командир 5-го армійського корпусу в Позені. 18 вересня 1858 року підвищений до генерала кінноти. З 13 червня 1859 року — губернатор Позена, з 18 травня 1864 по 1 травня 1870 року — Берліна, а за відсутності генерал-фельдмаршала Фрідріха фон Врангеля під час австро-прусської війни був призначений головнокомандувачем в марках. 2 травня 1870 року Вальдерзее був відправлений на пенсію, зберігши посаду почесного шефа 4-го драгунського полку.

## Сім'я
27 грудня 1823 року одружився в Берліні з Бертою Вільгельміною Фрідерікою фон Гюнербайн (20 березня 1799, Берлін — 24 січня 1859, Позен), дочкою генерал-лейтенанта Фрідріха Генріха Карла фон Гюнербайна. В пари народились 6 дітей:
- Георг (1824–1870) — оберст, загинув у бою під час Французько-прусської війни.
- Карл (1826–1842)
- Амалія (1828–1911)
- Фрідріх Франц (1829–1902) — генерал-лейтенант.
- Альфред (1832–1904) — генерал-фельдмаршал.
- Франц (1835–1903) — віцеадмірал кайзерліхмаріне.

## Нагороди
- Хрест «За вислугу років» (Пруссія) (25 років)
- Орден Святої Анни 2-го ступеня з алмазами (Російська імперія; 26 листопада 1834)
- Орден Святого Станіслава 2-го ступеня (Російська імперія; 8 червня 1838)
- Орден Вюртемберзької корони, командорський хрест (13 червня 1838)
- Королівський гвельфський орден, командорський хрест (16 липня 1840)
- Орден Генріха Лева, командорський хрест (17 грудня 1840)
- Орден Меча, лицарський хрест (Шведсько-норвезька унія; 22 липня 1841)
- Орден Залізної Корони 1-го класу (Австро-Угорщина; 21 грудня 1852)
- Орден Леопольда (Австрія), великий хрест (21 грудня 1852)
- Орден Альберта Ведмедя, великий хрест (30 березня 1857)
- Князівський орден дому Гогенцоллернів, почесний хрест 1-го класу (18 березня 1858)
- Орден Червоного орла, великий хрест (18 жовтня 1861)
- Орден Чорного орла (17 березня 1863)
- Орден Святого Олександра Невського (Російська імперія; 19 березня 1864)
- Орден Рутової корони (27 грудня 1866)
- Орден Святого Володимира 1-го ступеня (Російська імперія; 25 червня 1867)
- Королівський орден дому Гогенцоллернів, великий командорський хрест із зіркою (23 березня 1868)